# Station Massiac
Station Massiac is een spoorwegstation in de Franse gemeente Massiac.